# Camponotus newzealandicus
Camponotus newzealandicus é uma espécie de inseto do gênero Camponotus, pertencente à família Formicidae.